# Диленієві
Диленієві (Dilleniaceae) — родина квіткових рослин порядку диленієцвітих (Dilleniales). Включає близько 400 видів у 12 родах.

## Поширення
Представники родини поширені у тропічних та субтропічних регіонах по всьому світі, рідше у помірних районах.

## Опис
Це вічнозелені дерева, чагарники або ліани, рідше трав'янисті багаторічники (Acrotema). Листя розташоване вздовж всієї гілки, рідше утворює прикорневу розетку. Листя чергове, рідше супротивне (Hibbertia coriacea), просте або перисте. Прилистники відсутні. Квіти зібрані у верхівкові або пазушні суцвіття, рідше поодинокі — верхівкові або пазушні. Квіти дрібні (діаметром близько 1 см) або середнього розміру, але іноді великі (діаметром 10 — 20 см), білі або жовті, актиноморфні, двостатеві. Пелюсток 5, рідше 3, дуже швидко обпадають. Тичинки зазвичай численні (200—500), у деяких видів їх 10 або 3. Гінецей, зазвичай, апокарпний і складається з декількох (до 20) плодолистків. Плід — багатолистівка, дво — або іноді однолистівка, багатогорішок або ягода.

## Роди
- Acrotrema
- Curatella
- Davilla
- Didesmandra
- Dillenia
- Doliocarpus
- Hibbertia
- Neodillenia
- Pachynema
- Pinzona
- Schumacheria
- Tetracera